# Carina Mair
Carina Mair (* 7. Januar 1996 in Innsbruck) ist eine ehemalige österreichische Skeletonpilotin. Sie nahm 2012 für Österreich im Skeleton an den Olympischen Jugendspielen teil und gewann die Silbermedaille.

## Karriere
Die gebürtige Innsbruckerin Carina Mair war, bevor sie im Alter von neun Jahren erstmals im Skeleton probierte, genauso wie ihr älterer Bruder in der Leichtathletik aktiv. Bereits Ende des Jahres 2007 ging sie bei den österreichischen Staatsmeisterschaften zum ersten Mal in ihrer Karriere an den Start und gewann dabei die Bronzemedaille, wobei jedoch nur drei Österreicherinnen an den Start gingen. In der Saison 2009/10 durfte sie im Europacup ihr internationales Debüt geben. Bei dem Wettbewerb in Innsbruck auf ihrer Heimbahn belegte sie am 19. Dezember 2009 den 20. Platz. Einen Tag später belegte sie beim zweiten Wettbewerb auf der Olympia Eiskanal Igls den 23. Platz.
In der Saison 2010/11 konnte sie am 4. Dezember 2012 erstmals eine Platzierung unter den besten 15 Starterinnen bei einem Europacup-Rennen erreichen. Auf ihrer Heimbahn in Innsbruck belegte sie den 14. Platz. Beim zweiten Wettbewerb auf der Olympia Eiskanal Igls einen Tag später erreichte sie den 15. Platz. Nachdem sie am 18. Dezember 2020 in Altenberg beim Europacup mit den 14. Platz erneut eine Top-15-Platzierung belegen konnte, erreichte sie in St. Moritz am 20. Januar 2011 mit dem neunten Platz erstmals eine Top-Ten-Platzierung im Europacup. Am Ende der Saison belegte sie in der Gesamtwertung des Europacups den 16. Platz mit 112 Punkten.
In der Saison 2011/12 nahm sie nicht nur an Europacup-Rennen teil, sondern auch an der europäischen Qualifikation für die Olympischen Jugend-Winterspiele. Nachdem sie beim ersten Qualifikationsrennen in Innsbruck am 5. November 2011 nur den sechsten Platz belegte, belegte sie beim zweiten Wettbewerb auf der Olympia Eiskanal Igls einen Tag später hinter den beiden Deutschen Jacqueline Lölling und Kim Meylemans den dritten Platz. In Winterberg belegte sie am 26. und 27. November bei den Quali-Wettbewerben den siebten und fünften Platz. Durch ihre Ergebnisse schaffte sie die Qualifikation für die Olympischen Jugend-Winterspiele 2012, welche in ihren Geburtsort Innsbruck stattfanden.
Vor der Teilnahme an den Olympischen Jugendspielen nahm sie in Altenberg und in Innsbruck an den Europacup-Wettbewerben teil und konnte am 8. Januar 2012 mit dem achten Platz in Innsbruck erneut ein Top-Ten-Resultat erzielen. Am 21. Januar 2012 konnte sie bei Olympischen Jugend-Winterspielen 2012 auf der Olympia Eiskanal Igls hinter der Jacqueline Lölling aus Deutschland und vor Carli Brockway aus Kanada die Silbermedaille gewinnen. Eine Woche später startete sie gemeinsam mit Janine Flock bei der Skeleton-Juniorenweltmeisterschaften in Innsbruck und belegte den 17. Platz.
Nachdem sie am 24. November 2012 zum Start in die Saison 2012/13 beim Europacup-Wettbewerb in Königssee den 12. Platz belegte, konnte sie beim zweiten Rennen auf der Kunsteisbahn Königssee einen Tag später mit dem fünften Platz erstmals ein Top-5-Resultat erzielen. Eine Woche später ging sie am 16. Dezember 2012 bei der Juniorenweltmeisterschaft 2013 an den Start, welche erneut in Innsbruck ausgetragen wurden. Bei den Rennen auf der Olympia Eiskanal Igls konnte sie den siebten Platz belegen und ihr Ergebnis aus dem Vorjahr deutlich verbessern.
Nach der Teilnahme an der Skeleton-Juniorenweltmeisterschaft debütierte sie am 6. Januar 2013 auf ihrer Heimbahn in Innsbruck im Skeleton-Intercontinentalcup und belegte bei dem Rennen den 13. Platz. Am 18. und 19. Januar 2013 ging sie erneut im Skeleton-Europacup an den Start und belegte bei den beiden Rennen in Altenberg mit dem achten und siebten Platz erneut zwei Top-Ten-Resultate. Am Ende der Saison belegte sie im Europacup mit 147 Punkten in der Gesamtwertung den 14. Platz und im Skeleton-Intercontinentalcup belegte sie mit 244 Punkten den 19. Platz in der Gesamtwertung.
Nachdem sie zum Start in die Saison 2013/14 am 22. und 23. November 2013 bei den Europacup-Wettbewerben in Altenberg den zwölften bzw. neunten Platz belegte, startete sie am 6. Dezember 2012 im Intercontinentalcup 2013/14 und belegte in Innsbruck mit dem fünften Platz erstmals einen Top-Fünf-Platz im Skeleton-Intercontinentalcup. Einen Tag später belegte sie auf ihrer Heimbahn in Igls beim zweiten Wettbewerb den zehnten Platz. Nachdem sie am 16. Januar 2014 beim Europacup in St. Moritz mit dem fünften Platz ihren zweiten Top-Fünf-Platz im Europacup belegten konnte, ging sie in Winterberg bei der Skeleton-Juniorenweltmeisterschaft an den Start. Nach einem Fehler am Start im ersten Lauf reichte es für Carina Mair nur für den 15. Rang.
Durch ihre Ergebnisse in der letzten Saison konnten Carina Mair und Janine Flock für Österreich zwei Startplätze im Skeleton-Weltcup 2014/15 erkämpfen. Bevor Carina Mair aber ihr Debüt im Weltcup gab, startete sie am 28. und 29. November 2015 im Skeleton-Europacup und erreichte bei den beiden Rennen mit den zweiten Plätzen jeweils hinter der Kanadierin Lanette Prediger und vor Kimberley Bos aus den Niederlanden ihre beiden ersten Podest-Platzierungen im Skeleton-Europacup. Ihr Debüt im Skeleton-Weltcup gab sie am 12. Dezember 2014 in Lake Placid. Auf der Olympia-Bobbahn Mount Van Hoevenberg belegte sie den fünfzehnten Platz. Nach vier Silbermedaillen bei Österreichischen Staatsmeisterschaften hinter Janine Flock in Folge gewann sie Ende 2014 in deren Abwesenheit erstmals den Titel. Am 23. Januar 2015 konnte sie in St. Moritz erstmals im Weltcup unter die Top Ten fahren und belegte auf dem Olympia Bob Run St. Moritz–Celerina den neunten Platz. Im Gesamtweltcup belegte sie am Ende der Saison den 16. Platz mit 704 Punkten. Zum Abschluss der Saison nahm sie an der Skeleton-Juniorenweltmeisterschaft in Altenberg teil und gewann dabei auf der Rennschlitten- und Bobbahn Altenberg hinter den beiden deutschen Jacqueline Lölling und Maxi Just die Bronzemedaille.
In der Saison 2015/16 ging sie erneut im Skeleton-Weltcup an den Start und startete am 27. November 2015 in Altenberg mit dem 16. Platz in die Saison. Den 16. Platz konnte sie sowohl am 11. Dezember in Königssee als auch am 5. Februar 2016 in St. Moritz wiederholen. Am Ende der Saison belegte sie in ihrer zweiten Weltcup-Saison mit 592 Punkten den 16. Platz. Am 23. Januar 2016 nahm sie an der Juniorenweltmeisterschaft 2016 in Winterberg teil und belegte in der Veltins-Eisarena den zehnten Platz. Zudem qualifizierte sie sich zum ersten Mal für die Bob- und Skeleton-Weltmeisterschaften und ging in Innsbruck bei den Weltmeisterschaften 2016 sowohl im Frauen-Wettbewerb als auch im Team-Wettbewerb an den Start. Im Team-Wettbewerb belegte sie am 14. Januar 2016 mit dem zweiten österreichischen Team den 13. Platz. Bei dem Frauen-Wettbewerb belegte sie nach vier Läufen am 20. Januar auf ihrer Heimbahn den 22. Platz.
Im Sommer 2016 erhielt Carina Mair keinen neuen Vertrag als Leistungssportlerin und entschied sich daraufhin ihre Karriere zu beenden. Sie begann daraufhin an der Universität Innsbruck ein Studium in „Jus und Wirtschaftswissenschaften“.

## Privates
Carina Mair hat einen drei Jahre älteren Bruder namens Fabian.